# Dalli-Rajhara
Dalli-Rajhara ist eine Stadt im indischen Bundesstaat Chhattisgarh.
Die Stadt ist Teil des Distrikt Balod. Dalli-Rajhara hat den Status eines Nagar Palika Parishad. Die Stadt ist in 27 Wards (Wahlkreise) gegliedert.

## Demografie
Die Einwohnerzahl der Stadt liegt laut der Volkszählung von 2011 bei 44.363. Dalli-Rajhara hat ein Geschlechterverhältnis von 996 Frauen pro 1000 Männer und damit einen für Indien üblichen Männerüberschuss. Die Alphabetisierungsrate lag bei 80,9 % im Jahr 2011. Knapp 87 % der Bevölkerung sind Hindus, ca. 4 % sind Muslime und ca. 9 % gehören einer anderen oder keiner Religion an. 11,0 % der Bevölkerung sind Kinder unter 6 Jahren. 17,1 % der Bevölkerung gehören den Scheduled Castes an und 16,4 % den Scheduled Tribes.

## Wirtschaft
Dalli-Rajhara ist vom Bergbau geprägt. Es gibt mehrere Eisenerzminen im Besitz der Bhilai Steel Plant. Aus dem Gebiet gewonnene Eisenerze sind von der Sorte Hämatit und Magnetit. Die anderen Minen in der Nachbarschaft produzieren Dolomit, Kalk und andere Rohstoffe, die für die Stahlproduktion verwendet werden.